# Blindfold (singolo)
Blindfold è un singolo del gruppo britannico Morcheeba, pubblicato il 31 marzo 1998 come terzo estratto del secondo album in studio Big Calm.

## Descrizione
Il brano è composto in chiave Sol maggiore con un tempo di 162 battiti per minuto.

La canzone venne commissionata ai Morcheeba per il film She's So Lovely - Così carina (1997) di Nick Cassavetes, infatti a differenza della maggior parte delle tracce di Big Calm, ideate durante la notte del 25 dicembre 1995, Blindfold fu concepita in un periodo successivo. Il brano tuttavia non venne mai incluso nella colonna sonora della pellicola, in quanto il gruppo non ebbe la possibilità di rispettare la scadenza della consegna, pertanto decisero di utilizzarlo come quarta traccia del disco.  In un'intervista rilasciata a MusicRadar nel 2014, Paul Godfrey a proposito della genesi della canzone ha dichiarato:

## Video musicale
Il video musicale del singolo, girato all'interno di una stanza di Ames, è stato diretto da Graham Fink e reso disponibile in concomitanza con l'uscita del brano.

## Tracce
Testi e musiche di Paul Godfrey, Ross Godfrey e Skye Edwards.
CD
1. Blindfold – 4:37
2. Three Orange Whips – 6:27
3. The Sea – 5:47

12"
1. Blindfold – 4:37
2. Three Orange Whips – 6:27

Download digitale, streaming
1. Blindfold – 4:37

## Classifiche
| Classifica (1998) | Posizione massima |
| ----------------- | ----------------- |
| Regno Unito       | 56                |